# Задорожний Василь Богданович

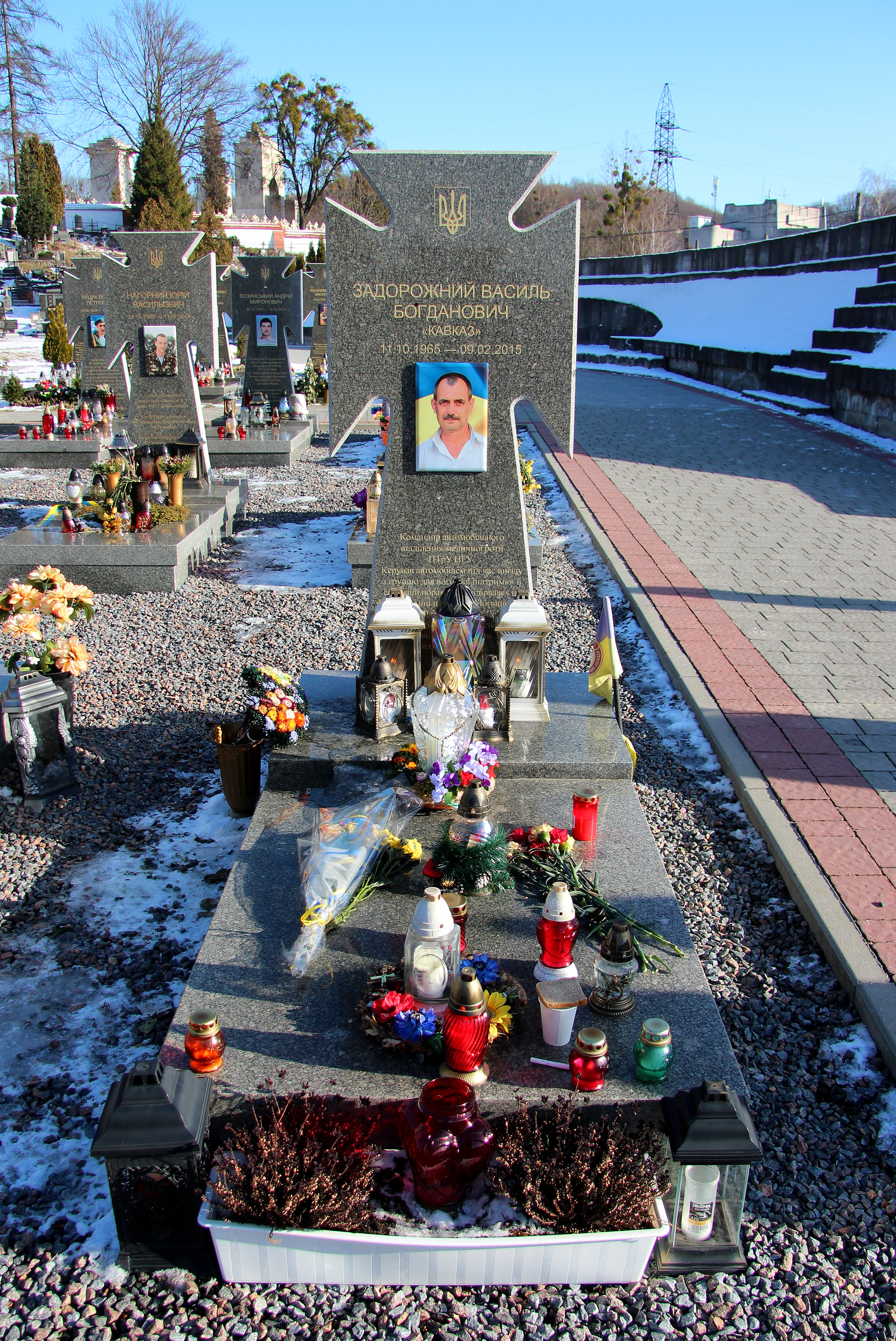

Васи́ль Богда́нович Задоро́жний (нар. 11 жовтня 1965 — 9 лютого 2015) — солдат резерву Міністерства внутрішніх справ України, учасник російсько-української війни.

## Життєвий шлях
Проживав з родиною у Львові. Активно брав участь у подіях Революції Гідності, постійно допомагав військовим. З літа 2014-го їздив у зону бойових дій як волонтер. Коли в Артемівську утворили медичну роту Нацгвардії, Василь став водієм «швидкої». Водій-санітар 1-ї окремої медичної роти імені Пирогова Національної гвардії України, військовий шпиталь у центральній лікарні Артемівська.
9 лютого 2015-го машина «швидкої допомоги» їхала назустріч медичному екіпажу, з яким зник зв'язок. Задорожний і Лагунов рухалися в медичному автомобілі, Кончевич — у медичному БТРі. Під час евакуації поранених з позиції «Хрест» (Дебальцеве) до Бахмута (на той час Артемівськ), потрапила у засідку та підірвалася на фугасі поблизу села Логвинове, після чого була розстріляна прямим наведенням. Сергій Кацабін загинув разом з екіпажем санітарної машини Анатолієм Сулімою та Михайлом Балюком й пораненим молодшим сержантом Олександром Кравченком. Василь зазнав поранень обидвох ніг, травми грудної клітки. Тоді ж загинули Тарас Кончевич, Дмитро Лагунов, Максим Овчарук.
Тіла загиблих кілька разів намагались вивезти з-під обстрілу. Лише 21 лютого вдалось домовитися з терористами про обмін.
Без Василя лишились дружина, донька, двоє внуків.
Похований у Львові 25 лютого 2015-го, Личаківське кладовище, поле почесних поховань.

## Нагороди та вшанування
- Указом Президента України № 270/2015 від 15 травня 2015 року — орденом «За мужність» III ступеня (посмертно)[1]
- відзнака «Народний Герой України» (посмертно, 23.6.2015)
- пам'ятний нагрудний знак «Медична рота» (посмертно)